# Behaviour (Pet Shop Boys)
Behaviour è il quarto album in studio del gruppo musicale britannico Pet Shop Boys, pubblicato il 22 ottobre 1990 dalla Parlophone.
Negli Stati Uniti, il disco venne pubblicato con il titolo di Behavior (senza la lettera "u"), rispettando le regole ufficiose di ortografia dello slang statunitense.

## Descrizione
Registrato a Monaco di Baviera e prodotto in collaborazione con Harold Faltermeyer, Behaviour si differenzia molto come genere rispetto agli album precedenti. I Pet Shop Boys scelsero volontariamente Faltermeyer in quanto erano interessati nell'usare vecchi sintetizzatori analogici. In questo album, il duo collaborò per la prima volta anche con il chitarrista Johnny Marr, soprattutto nei brani My October Symphony e This Must Be the Place I Waited Years to Leave, la cui versione demo era stata originariamente pensata come possibile title track del film 007 - Zona pericolo (poi scartata in favore di The Living Daylights degli a-ha).
Secondo le dichiarazioni del gruppo, la realizzazione di Behaviour "fu molto più riflessiva e più musicale di quanto pensavamo originariamente, e probabilmente non esprime le stesse ideologie che le nostre canzoni solitamente espongono." Inoltre, durante la registrazione di Behaviour, il duo ascoltò molte volte l'album dei Depeche Mode Violator, il quale (in particolare la canzone Enjoy the Silence) ha fatto da principale ispirazione per il risultato finale. Neil Tennant dichiarò: "Abbiamo ascoltato Violator dei Depeche Mode, che è un album molto bello e ne siamo profondamente invidiosi". Anche Chris Lowe concordò, dicendo: "Loro hanno alzato il livello della qualità".
Da Behaviour furono estratti i singoli So Hard, Being Boring, How Can You Expect to Be Taken Seriously? (seppur in una versione diversa) come doppio lato A assieme al singolo Where the Streets Have No Name (I Can't Take My Eyes Off You), e Jealousy. Nonostante le vendite non fossero state alte come per i precedenti album del duo, Behaviour si classificò al secondo posto nella classifica britannica.

### Ristampa
Il 4 giugno 2001 Behaviour venne ristampato in un'edizione speciale costituita da due dischi, il cui secondo contiene materiale extra registrato negli anni 1990-1991. La ristampa di Behaviour entrò nella classifica britannica alla posizione 120.

## Accoglienza
Alla sua uscita Behaviour venne letteralmente stroncato dalla critica, in quanto la differenza e la maturità del sound dei Pet Shop Boys (fin lì sempre etichettati come gruppo synth pop) era troppo forte rispetto ai precedenti Please, Actually e Introspective. Le vendite furono decisamente inferiori, e in larga misura, rispetto ai suoi predecessori sicché l'album cadde presto nel dimenticatoio.
Con il passare degli anni Behaviour venne riscoperto e rivalutato e ad oggi è ritenuto uno dei capolavori dei Pet Shop Boys. I critici della rivista statunitense Entertainment Weekly classificarono l'album con il voto A+ e commentarono: «Espressioni che toccano il cuore assieme ad un sentimento romantico, unito ai loro migliori suoni». Il disco è inoltre presente nella classifica dei 50 migliori album degli anni novanta stilata dalla rivista britannica Q, che ha scritto: «Alcuni loro fan potrebbero rimanere in disappunto...ma le ballate contenute in questo album sono tanto toccanti quanto il vintage di Broadway. Frank Sinatra ne avrebbe parlato»..
Secondo molti critici, con questo album i Pet Shop Boys cominciarono ad essere valutati non più come "duo dance" ma come veri e propri "compositori".

## Tracce
1. Being Boring
2. This Must Be the Place I Waited Years to Leave
3. To Face the Truth
4. How Can You Expect to Be Taken Seriously?
5. Only the Wind
6. My October Symphony
7. So Hard
8. Nervously
9. The End of the World
10. Jealousy

Further Listening 1990–1991 – CD bonus nella riedizione del 2001
1. It Must Be Obvious – 4:26
2. So Hard (Extended Dance Mix) – 6:38
3. Miserablism – 4:07
4. Being Boring (Extended Mix) – 10:40 – finale ridotto rispetto alla versione originale
5. Bet She's Not Your Girlfriend – 4:30
6. We All Feel Better in the Dark (Extended Mix) – 6:48
7. Where the Streets Have No Name (I Can't Take My Eyes Off You) (Extended Mix) – 6:46
8. Jealousy (Extended Version) – 7:58
9. Generic Jingle – 0:14
10. DJ Culture (Extended Mix) – 6:53
11. Was It Worth It? (Twelve-inch Mix) – 7:15
12. Music for Boys (Ambient Mix) – 6:13 – Music for Boys, Part 2 sotto titolo diverso
13. DJ Culture (Seven-inch Mix) – 4:26

## Classifiche
| Classifica (1990) | Posizione massima |
| ----------------- | ----------------- |
| Australia         | 27                |
| Austria           | 22                |
| Canada            | 34                |
| Germania          | 4                 |
| Nuova Zelanda     | 47                |
| Paesi Bassi       | 51                |
| Regno Unito       | 2                 |
| Stati Uniti       | 45                |
| Svezia            | 9                 |
| Svizzera          | 12                |